# منعكس ثروك مورتن
مُنْعكس ثروك مورْتُن هي علامةٌ سريريةٌ يؤدي فيها الضغط على الجانب الظهري للمفصل المشطي السلامي للإصبع الكبير إلى منعكس أخمصي. تحدث في المرضى الذين يُعانون من آفاتٍ في السبيل الهرمي، وهي واحدةٍ من الاستجابات المشابهة لبابينسكي. سُميت نسبةً إلى توم بنتلي ثروكمورتون.

## روابط خارجية
Throckmorton's reflex على قاموس من سمى هذا؟